# Fouga СМ.170 Magister
СМ-170 Fouga Magister (фр. Fouga CM-170 Magister; фр. Aérospatiale (Fouga) CM.170 Magister) — двухместный реактивный учебно-тренировочный самолёт, спроектированный во Франции, основным назначением которого являлась лётная подготовка пилотов военно-воздушных сил (ВВС).
Самолёт способен развить скорость до 715 км/ч, его потолок (предельная высота полёта) — 12 км, а практическая дальность полёта — до 1200 км. Стал вторым в мире реактивным учебно-тренировочным самолётом — первым таким самолётом был нидерландский «Fokker S.14 Machtrainer», созданный годом ранее, в 1955 году. Тем не менее СМ-170 Fouga Magister был удачнее Machtrainer’а — всего было построено 929 Fouga Magister и только 21 Fokker Machtrainer.
Самолёт поставлялся на экспорт и, вскоре после запуска в серию во Франции, начал производиться по лицензии в ФРГ, Израиле и Финляндии.
Для ВМС Франции производилась модификация Fouga CM.175 Zéphyr.
Самолёт имел несколько названий: «Fouga CM.170 Magister», «Potez (Fouga) CM.170 Magister», «Sud Aviation(Fouga) CM.170 Magister» и «Aérospatiale (Fouga) CM.170 Magister» — в зависимости от даты и локализации производства, а также как следствие нескольких слияний компании «Fouga».
Хотя Fouga Magister создавался как учебно-тренировочный самолёт, он многократно применялся в качестве самолёта огневой поддержки (лёгкого штурмовика). Самолёты Fouga Magister активно использовались в Шестидневной войне, гражданской войне в Сальвадоре, войне в Западной Сахаре и кризисе в Конго.

## История
В 1948 году фирма «Fouga» (Air-Fuga, сейчас подразделение Aérospatiale) разработала для ВВС Франции реактивный самолёт для обучения пилотов. Этот самолёт, получивший обозначение CM.130, должен был заменить поршневые самолёты Morane-Saulnier MS.475. Однако специалисты ВВС пришли к выводу, что мощность развиваемая двумя реактивными двигателями Turbomeca Palas недостаточна для новой машины. В 1949 году создатели самолёта — Роберт Кастелло и Пьер Мубуссен увеличивают размеры машины и ставят на неё более мощные двигатели Turbomeca Marbore. Характерное V-образное хвостовое оперение нового CM.170 Magister было заимствовано у планера CM.8 (Castel-Mauboussin 8), который использовался в Fouga для проведения экспериментов с реактивными двигателями.
В декабре 1950 года ВВС Франции заказывают три опытных образца — первый полёт состоялся 23 июля 1952 года. В июне 1953 года поступил заказ на выпуск опытной серии из 10 машин. Эти десять предсерийных образцов были построены в 1953—1954, по результатам опытной эксплуатации в конструкцию внесли незначительные усовершенствования. 13 января 1954 года к ним добавился заказ на ещё 95 самолётов. Для выполнения заказа Fouga строит возле аэропорта Тулузы новый сборочный завод. Первый самолёт был поставлен ВВС Франции и принят на вооружение в феврале 1956 года.
Для отработки действий с авианосцев военно-морская авиация ВМС Франции приняла на вооружение вариант Fouga CM.175 Zéphyr.
С 1960 года началось производство улучшенной версии — СМ.170-2 «Super Magister» (первоначально имевший обозначение CM.173). На эту версию устанавливались более мощные двигатели Turbomeca Marboré IV.
Дальнейшее развитие самолёта прекратилось после того, как Dassault/Dornier Alpha Jet стал новым учебным самолётом ВВС Франции. В 1962 году производство Magister было прекращено во Франции. Тем не менее до 1967 года самолёт производился в Финляндии.
После снятия с вооружения некоторое количество самолётов было куплено частными пилотами из США. Для эксплуатации этих самолётов в США требуется сертификат летной годности категории опытного пилота.

## Конструкция
Учебно-тренировочный самолёт CV.170 Magister — цельнометаллической моноплан со среднерасположенным крылом большого удлинения, V-образным оперением и тандемным расположением экипажа.
Фюзеляж — типа полумонокок. Кабины экипажа были герметичны. Обе кабины самолёта оснащались большими индивидуальными фонарями, которые можно было отстрелить при возникновении аварийной ситуации. Экипаж два человека, курсант и инструктор, располагались тандемно, друг за другом. Для улучшения обзора инструктору в кабине был установлен перископ. В кабине имелась система кондиционирования воздуха и индивидуальная подача кислорода. Кресла экипажа не были катапультируемыми.
Крыло — трехлонжеронное бесстрингерное, стреловидность по передней кромке 13 градусов.
Механизация крыла — элероны и однощелевые закрылки. Элероны с внутренней аэродинамической и весовой компенсацией снабжены триммерами с электрическим управлением. Закрылки при отклонении на 40 градусов используются как воздушные тормоза.
Хвостовое оперение — V-образное с углом развала 110 градусов.
Силовая установка — два турбореактивных двигателя Turbomeca Marbore IIA, мощностью 400 кгс каждый. Двигатели располагались по бокам фюзеляжа. Также по бокам располагались полукруглые воздухозаборники. Топливо было расположено в двух баках в фюзеляже емкостью 730 литров, а также в баках на концах крыла емкостью по 125 литров. Также в самолёте имелся специальный бак, который обеспечивал питание силовой установки в перевернутом положении полета на протяжении 30 секунд.
Комплект оборудования был стандартным для учебно-тренировочного самолёта. В варианте легкого тактического самолёта, кроме вооружения, на самолёте устанавливали УКВ-радиосвязь, радионавигационную систему ТАКАН и систему опознавания «свой-чужой». Для прицеливания и бомбометания используется оптический прицел в передней кабине.
Вооружение — в роли тактического штурмовика самолёт оснащался двумя пулеметами калибра 7,5 мм или 7,62 мм с боезапасом по 200 патронов на ствол, которые располагались в носовой части фюзеляжа. Самолёт имел два подкрыльевых узла подвески, на которые подвешивались четыре неуправляемые авиационные ракеты (120 мм), две свободнопадающий бомбы массой 50 кг, два блока неуправляемых авиационных ракет (7х68 мм или 18х37 мм) или две управляемые ракеты «воздух-поверхность».

## Варианты и модификации
- CM.160 — проект облегчённой модификации CM.170R для работы с ВПП с травяным покрытием, или импровизированных[10].
- CM.170 Magister — первоначальный вариант, всего произведено три прототипа и десять предсерийных машин.
- CM.170M Esquif — вариант 1956 года, две машины для авиации ВМС Франции
- CM.170R — ранняя серийная модификация[10].
- CM.170-1 Magister — первая серийная модель, которая производилась во Франции, Германии (188), Финляндии (62) и Израиле (50). Всего произведено 761 машин. Оснащена двигателями Turbomeca Marboré II.
- CM.170-2 «Super Magister» — модификация 1964 года с более мощными (4,7 кН) турбореактивными двигателями Turbomeca Marboré VI, всего изготовлено 137 машин.
- CM.171 Makalu — увеличенный планер, двигатели Turbomeca Gabizo (тяга 10.8 кН каждый), единственный прототип разбился в аварии 20 марта 1957 года.
- CM.173 Super Magister/ Potez 94: двигатели Marboré Super VI (по 5,1 кН) и катапультой; построен 1 прототип.
- CM.175 Zéphyr — вариант 1959 года для ВМС Франции. Самолёт мог садиться на авианосцы. Всего изготовлено 30 машин[11].
- Potez CM.191 — 4-местная модификация; 2 прототипа[12].
- AMIT Fouga (IAI Tzukit) — модель «Цукит» («Дрозд»), разработанная в начале 1980-х годов израильской компанией IAI. Представляет собой модификацию CM.170-2 с двигателями Turbomeca Marboré VI, новой кабиной с катапультными сидениями, а также усовершенствованным электрическим и радиоэлектронным оборудованием и улучшенной системой кондиционирования. Также была усилена конструкция планера, что позволило увеличить срок службы самолёта на 5000 часов[13]. Первые машины поставлены в ВВС Израиля в начале 1982 года[14]. Всего в ВВС Израиля поступило 52 учебных самолёта «Цукит». В июне 2010 года они были сняты с вооружения[15].
- Fouga 90/90A — Разработка на основе CM.170 с двигателями Turbomeca Astafan (по 7,6 кН), фонарем изменённой формы для лучшей видимости и модернизированной авионикой. Построен один прототип. Предлагаемая версия 90А оснащалась двигателем Turbomeca Astafan (790 kp); на обе модели не было заказов.

## Тактико-технические характеристики CM.170-1 (CM.170-2)
- Год ввода на вооружение — 1956 (1964)
- Размах крыла — 11,40 м — с баками на концах крыльев — 12,15
- Длина самолёта — 10,06 м
- Высота самолёта — 2,80 м
- Площадь крыла — 17,30 м²
- Масса, кг — пустого самолёта — 2150
- Нормальная взлетная без баков — 2850
- Нормальная взлетная с баками — 3100
- Максимальная взлетная — 3200
- Топливо, л — внутреннее топливо — 730
- Во внешних баках — 2 х 250 или 2 х 460
- Тип двигателя — 2 Turbomeca Marbore IIA (VI)
- Тяга нефорсированная — 2 х 400 кгс (2 х 480 кгс)
- Максимальная скорость, км/ч — на высоте 7000 м — 715 (725)
- На уровне моря — 650 (700)
- Практическая дальность — 1200 (1400) км
- Боевой радиус действия — 925 (910) км
- Макс. скороподъёмность — 1020 (1200) м/мин
- Практический потолок — 11000 (12000) м
- Экипаж — 2 чел

## Боевое применение

### Бельгия
50 самолётов ВВС Бельгии использовались как учебные, а также применялись в составе пилотажной группы «Red Devils». Имевшиеся по состоянию на 2007 год «Магистры» выполняли функцию транспорта для высших офицеров.

### Бразилия
Кроме службы в местных ВВС, с 1968 по 1975 годы «Магистры» применялись в пилотажной группе «Эскадрон Дымов». Самолёты этого типа по бразильской классификации обозначался как T-24.

### Израиль
Израильская фирма IAI с 1960 года производила по лицензии две модификации самолёта — Improved Fouga и AMIT Fouga. Двигатели к ним производились по лицензии фирмой «Бет-Шемеш энджинс».
Самолёты Fouga использовались Израилем в качестве учебно-тренировочных, а во время Шестидневной войны в июне 1967 года — в качестве самолётов тактической поддержки сухопутных войск в составе 147-й эскадрильи. В ходе войны огнём противника было уничтожено не менее 9 таких самолётов: 3 израильских «Фуги» было сбито египетской ПВО, 2 иорданской и 1 сирийской, также израильтяне указывали что ещё 3 таких самолёта было уничтожено арабскими истребителями на аэродромах. Израильские пилоты на «Фугах» претендовали на 50 уничтоженных иорданских танков «Центурион», при этом Иордания всего задействовала 44 таких танка.

### Ирландия
В Воздушном корпусе Ирландии с 1975 по 1999 год числилось 6 «Магистров», закупленных для замены служивших с 1955 года в 1-й истребительной эскадрилье учебных De Havilland Vampire T.55. Четыре из них были получены из состава ранее служивших в ВВС Австрии а ещё два первоначально предназначались для ВВС Катанги, но были задержаны во время кризиса в Конго. Перед поставкой вся техника прошла ремонт. Самолёты числились в ударной эскадрилье, но выполняли также роль учебных. 4 из них применялись в пилотажной группе ВВС Silver Swallows.

### Камбоджа
Для Королевских ВВС Камбоджи в 1961 году были закуплены 4 «Магистра», первоначально использовавшиеся исключительно как учебные, но позже применявшиеся и в качестве ударных. Позже, с 1970 года, они числились в кхмерских ВВС, где действовали в составе ударной эскадрильи вместе с четырьмя AT-37B Академии ВВС и тремя или четырьмя ещё годными к полётам «Скайрейдерами».

### Катанга
Во время Конголезского кризиса, сепаратистские ВВС Катанги приобрели 9 новых самолётов, выделенных из бельгийского заказа. Лишь три из них были доставлены в Катангу в феврале 1961 года. Один из них, пилотируемый бельгийцем и вооруженный двумя пулеметами и двумя легкими бомбами местного производства, использовался против ONUC во время осады Жадовиля в сентябре 1961 года. Он уничтожил на земле два DC-4s и DC-3 неоднократно атаковал наземные цели. Считалось, что он мог быть причастен к катастрофе самолёта DC-6B, на борту которого находились Генеральный секретарь ООН Даг Хаммаршёльд и ещё 15 человек.
После 1961 года не применялся.

### Марокко
В 1956-70 гг во Франции было закуплено 25 самолётов. Марокканские «Фуги» применялись для борьбы с повстанцами Полисарио в ходе войны в Западной Сахаре. 17 декабря 1976 бойцы Полисарио сбили свой первый «Магистр», пилота взяли в плен. В марте 1977 была сбита ещё одна «Фуга» После потери ещё нескольких самолётов, они более не участвовали в боях, а их функции с 1980 гг выполняли более современные «Альфа Джет».

### Сальвадор
9 бывших израильских и 3 французских «Магистра» купленные для ВВС Сальвадора, использовались в качестве учебных и как штурмовики во время Гражданской войны 1979-93 гг. На них крепились бомбы, а в носу устанавливались пулемёты калибра 7,62-мм. Также в качестве ударных применялись имевшиеся в ВВС самолёты «Ураган» и A-37Bs. Сбитых «Магистров» не числится, но к концу войны лишь 5 из них были в рабочем состоянии.

### Финляндия
18 самолётов (FM-1…-18) и лицензия на их выпуск были закуплены у Франции в 1958—1959 годах, после чего в 1958-67 гг 62 самолёта (FM-21…-82) построила местная компания Valmet. Поскольку количество боевых самолётов ограничивалось советско-финскими соглашениями, в случае войны предполагалось использовать их как ударные второй линии. Они служили в 1958—1988 годах, после чего были заменены на BAe Hawk. За время эксплуатации в авиапроисшествия попал 21 самолёт, в том числе имели место 6 катастроф. В ВВС Финляндии из-за характерного звука двигателя самолёт именовался Kukkopilli (окарина).

## Государства-эксплуатанты
Алжир
- ВВС Алжира[27]: 28

 Австрия
- ВВС Австрии[28]: 18

 Бангладеш
- ВВС Бангладеш[29]: 8

 Бельгия
- ВВС Бельгии[30]: 50, также пилотажная группа «Red Devils».

 Бразилия
- ВВС Бразилии[31]: 7, также пилотажная группа «Эскадрон Дымов».

 Габон
- Президентская гвардия[32] :5 (4 самолёта имелись на авиабазе Мвенгуэ 02 в 2016 году).

 Гватемала
- ВВС Гватемалы[33][34]: 1.

 Германия
- Люфтваффе: 250 и 15 в авиации ВМС.

 Ирландия
- Воздушный корпус Ирландии[35], 7, также пилотажная группа Silver Swallows.

 Израиль
- ВВС Израиля[35]: 52.

 Королевство Камбоджа
- Королевские ВВС Камбоджи: 4.

 Кхмерская Республика
- Кхмерские ВВС: те же 4.

 Камерун
- ВВС Камеруна[36]: 9.

 Катанга
- ВВС Катанги[37]: 3.

 Ливан
- ВВС Ливана[38]: 8.

 Ливия
- ВВС Ливии[38]: 12.

 Марокко
- Королевские ВВС Марокко[39]: 21.

 Сальвадор
- ВВС Сальвадора[40] : 9.

 Сенегал
- ВВС Сенегала[41]: 5.

 Уганда
- ВВС Уганды[42]: 12.

 Финляндия
- ВВС Финляндии[43]: 80.

 Франция
- ВВС Франции[32]: 307.
- Авиация ВМС Франции[32]: 32.